# Хирви, Юха
Ю́ха Хи́рви (фин. Juha Hirvi; род. 25 марта 1960, Котка, Финляндия) — финский стрелок, специализирующийся в стрельбе из винтовки. Участник шести Олимпиад. Серебряный призёр Игр в Сиднее.

## Карьера
Юха Хирви начал свою спортивную карьеру в 1980 году. В 1986 году на чемпионате мира в Зуле завоевал серебряную медаль в стрельбе из винтовки с колена.
В 1988 году дебютировал на Олимпиаде. Лучшим местом на состязаниях в Сеуле для Хирви стали два 17 места. На Олимпиаде в Барселоне финн дважды выходил в финал, но оба раза оставался без медалей. В 1998 году там же второй раз стал призёром чемпионата мира, став вторым в стрельбе на 50 метров из положения лёжа.
На Олимпиаде в Сиднее Хирви стал вторым в стрельбе из трёх позиций, завоевав свою первую и единственную олимпийскую медаль. В финале он уступил 5 баллов словенскому стрелку Раймонду Дебевцу.
Финн принимал участие в Олимпиадах 2004 и 2008 годов, но медалей не завоёвывал. Приняв участие в шести Олимпиадах Хирви делит национальное первенство по количеству участий в Играх с Теему Селянне, Раймо Хелминеном, Марьей-Лийсой и Харри Кирвесниеми, а также с Кирой Чюрклунд.
Некоторое время Юха Хирви являлся тренером по стрельбе сборной Финляндии по биатлону, работал с обладательницей Кубка мира Кайсой Мякяряйнен.

## Выступления на Олимпийских играх
| Игры           | Винтовка из 3 позиций 50 метров | Винтовка лёжа 50 метров | Пневматическая винтовка 10 метров |
| -------------- | ------------------------------- | ----------------------- | --------------------------------- |
| Сеул 1988      | 17                              | 24                      | 17                                |
| Барселона 1992 | 4                               | 6                       | 27                                |
| Атланта 1996   | 13                              | 42                      | 15                                |
| Сидней 2000    | 2                               | 25                      | 18                                |
| Афины 2004     | 15                              | 9                       | 45                                |
| Пекин 2008     | 12                              | 7                       | —                                 |